# علی بن حلیمه
علی بن حلیمه (انگلیسی: Ali Benhalima؛ زادهٔ ۲۱ ژانویهٔ ۱۹۶۲) بازیکن فوتبال اهل الجزایر بود.
از باشگاه‌هایی که در آن بازی کرده‌است می‌توان به باشگاه فوتبال مولودیه وهران اشاره کرد.
وی همچنین در تیم ملی فوتبال الجزایر بازی کرده‌است.